# 8238 Courbet
8238 Courbet este un asteroid din centura principală de asteroizi.

## Descriere
8238 Courbet este un asteroid din centura principală de asteroizi. A fost descoperit pe 26 martie 1971 la Observatorul Palomar de Cornelis Johannes van Houten, Ingrid van Houten-Groeneveld și Tom Gehrels. Asteroidul prezintă o orbită caracterizată de o semiaxă mare de 2,79 ua, o excentricitate de 0,16 și o înclinație de 7,9° în raport cu ecliptica.